# Gare de Drulingen
La gare de Drulingen est une gare ferroviaire française située sur le territoire de la commune de Drulingen, dans la collectivité européenne d'Alsace, en région Grand Est.
D'abord fermée au service des voyageurs, le service du fret a également été interrompu.

## Situation ferroviaire
La gare de Drulingen est située au point kilométrique (PK) 19,555 de la ligne de Réding à Diemeringen, dont le tronçon Drulingen – Diemeringen est déclassé et déposé.
Elle était aussi l'aboutissement de la ligne de Lutzelbourg à Drulingen (à voie métrique), aujourd'hui déclassée et déposée.

## Histoire
La gare de Drulingen est construite en 1913 par la Direction générale impériale des chemins de fer d'Alsace-Lorraine (EL) à la suite de la mise en service de la ligne de Drulingen à Diemeringen. Elle remplace alors l'ancienne gare de Drulingen-Est ouverte en 1903 lors de la mise en service de la ligne de (Lutzelbourg) Phalsbourg à Drulingen.
Le 19 juin 1919, la gare entre dans le réseau de l'Administration des chemins de fer d'Alsace et de Lorraine (AL), à la suite de la victoire française lors de la Première Guerre mondiale.
Cette administration va prolonger la ligne en provenance de Diemeringen jusqu'à Schalbach en 1922 et jusqu'à Réding en 1936.
Le 1er janvier 1938, la SNCF devient concessionnaire des installations ferroviaires de Drulingen. Cependant, après l'annexion allemande de l'Alsace-Lorraine, c'est la Deutsche Reichsbahn qui gère la gare pendant la Seconde Guerre mondiale, du 1er juillet 1940 jusqu'à la Libération (en 1944 – 1945).
Les lignes Schalbach - Drulingen - Diemeringen et Phalsbourg - Drulingen sont fermées au service voyageurs le 3 octobre 1945.
Le bâtiment voyageurs a été racheté en 1999 par la société Sotralentz (désormais Bieber Industrie), qui l'a rénové pour y installer son siège social.

## Service des voyageurs
Gare fermée. Elle abrite désormais les bureaux du siège de la société Bieber Industrie.
La gare voyageurs la plus proche est celle de Diemeringen.

## Service du fret
Le document de référence du réseau (DRR) pour l'horaire de service 2017 indique que la gare dessert une installation terminale embranchée (ITE). L'ITE est celle de l'usine Sotralentz Construction, dont les voies étaient utilisées pour l'approvisionnement de fil machine.
La ligne de Réding à Drulingen apparaît comme étant inexploitée sur la carte du réseau ferré national, publiée en avril 2019 et la gare de Drulingen n’apparaît plus dans l’édition 2022 du document de référence du réseau.
Le cercle des entrepreneurs d’Alsace Bossue souhaite la réouverture de la ligne au trafic fret. L’initiative est notamment soutenue par les entreprises Grands Chais de France, Sotralentz Construction et Jus de Fruits d’Alsace ainsi que par la Communauté de communes de l'Alsace Bossue et la commune de Drulingen.